# Équipe cycliste Neotel
L'équipe cycliste Neotel est une ancienne équipe cycliste sud-africaine qui participait aux circuits continentaux de cyclisme et en particulier l'UCI Africa Tour. 
Cette équipe a la particularité d'avoir plusieurs équipes réserves qui cherchent à développer le cyclisme comme moyen d'intégration pour la communauté noire et métis d'Afrique du Sud, encore très sous représentée dans le sport[réf. nécessaire]. Le nombre de coureurs de couleur y est à peu près égal à celui des blancs[réf. nécessaire]. 
Le sponsor principal de l'équipe, Neotel, a décidé de rompre son partenariat avec l'équipe à la suite du contrôle positif de Nolan Hoffman le 18 octobre 2009.

## Principales victoires
- Powerade Dome 2 Dome Cycling Spectacular : Jaco Venter (2007) et Nolan Hoffman (2008)
- Tour de Corée : Roger Beuchat (2009)
- Tour du Jura : Roger Beuchat (2009)

## Classements UCI
L'équipe participe aux épreuves des circuits continentaux et principalement les courses du calendrier de l'UCI Africa Tour. Le tableau ci-dessous présente les classements de l'équipe sur les circuits, ainsi que son meilleur coureur au classement individuel.
UCI Africa Tour
| Saison | Classement par équipes | Meilleur coureur au classement individuel |
| ------ | ---------------------- | ----------------------------------------- |
| 2008   | 3e                     | Johann Rabie (12e)                        |
| 2009   | 9e                     | Johann Rabie (14e)                        |

UCI Asia Tour
| Saison | Classement par équipes | Meilleur coureur au classement individuel |
| ------ | ---------------------- | ----------------------------------------- |
| 2008   | 28e                    | Nolan Hoffman (51e)                       |
| 2009   | 12e                    | Nolan Hoffman (39e)                       |

UCI Europe Tour
| Saison | Classement par équipes | Meilleur coureur au classement individuel |
| ------ | ---------------------- | ----------------------------------------- |
| 2009   | 94e                    | Roger Beuchat (271e)                      |

## Neotel en 2008

### Effectif
| Coureur                    | Date de naissance | Nationalité    | Équipe 2007                  |
| -------------------------- | ----------------- | -------------- | ---------------------------- |
| Nolan Hoffman              | 23.04.1985        | Afrique du Sud | Ex-Pro (Exel 2005)           |
| Jacques Janse van Rensburg | 06.06.1987        | Afrique du Sud | Ex-Pro (Konica Minolta 2006) |
| Jeremy Maartens            | 14.08.1979        | Afrique du Sud | Ex-Pro (Barloworld 2006)     |
| Wisani Maluleke            | 15.03.1987        | Afrique du Sud | Néo-pro                      |
| James Lewis Perry          | 19.11.1979        | Afrique du Sud | Barloworld                   |
| Lotto Petrus               | 03.12.1987        | Namibie        | Néo-pro                      |
| Johann Rabie               | 08.03.1987        | Afrique du Sud | Ex-Pro (Konica Minolta 2006) |
| Siphiwe Sowella            | 04.02.1988        | Afrique du Sud | Néo-pro                      |
| Jacobus Venter             | 13.02.1987        | Afrique du Sud | Ex-Pro (Konica Minolta 2006) |

### Victoires
| Date       | Course                                        | Pays           | Classe | Vainqueur         |
| ---------- | --------------------------------------------- | -------------- | ------ | ----------------- |
| 09/05/2008 | Champion d'Afrique du Sud du contre-la-montre | Afrique du Sud | CN     | James Lewis Perry |
| 04/07/2008 | 9e étape du Tour de Corée-Japon               | Corée du Sud   | 2.2    | Nolan Hoffman     |
| 14/09/2008 | Powerade Dome 2 Dome Cycling Spectacular      | Afrique du Sud | 1.2    | Nolan Hoffman     |

## Neotel en 2009

### Effectif
| Coureur           | Date de naissance | Nationalité    | Équipe 2008                  | Équipe 2010              |
| ----------------- | ----------------- | -------------- | ---------------------------- | ------------------------ |
| Timo Albiez       | 22.11.1985        | Allemagne      | Stegcomputer-CKT-Cogeas      |                          |
| Roger Beuchat     | 02.01.1972        | Suisse         | Serramenti PVC Diquigiovanni | CKT TMIT-Champion System |
| Herman Fouché     | 30.03.1987        | Afrique du Sud | Konica Minolta-Bizhub        | Transféré en 2009        |
| Nolan Hoffman     | 23.04.1985        | Afrique du Sud |                              | Suspendu pour dopage     |
| Jang Sun-jae      | 14.12.1984        | Corée du Sud   | Néo-pro                      |                          |
| Tiaan Kannemeyer  | 14.12.1978        | Afrique du Sud | Konica Minolta-Bizhub        | House of Paint           |
| Tigran Korkotyan  | 16.10.1982        | Arménie        | Stegcomputer-CKT-Cogeas      | CKT TMIT-Champion System |
| Janusch Laule     | 25.07.1981        | Allemagne      | Stegcomputer-CKT-Cogeas      |                          |
| Lotto Petrus      | 03.12.1987        | Namibie        |                              |                          |
| David Maree       | 31.08.1989        | Afrique du Sud | Néo-pro                      | House of Paint           |
| Shusaku Matsuo    | 15.07.1989        | Japon          | Stegcomputer-CKT-Cogeas      | CKT TMIT-Champion System |
| James Perry       | 19.11.1979        | Afrique du Sud |                              | Yorkshire                |
| Johann Rabie      | 08.03.1987        | Afrique du Sud |                              | Medscheme                |
| Siphiwe Sowella   | 04.02.1988        | Afrique du Sud |                              |                          |
| Benjamin Stauder  | 30.10.1987        | Allemagne      | Stegcomputer-CKT-Cogeas      | CKT TMIT-Champion System |
| Marcel Weber      | 20.09.1988        | Allemagne      | Néo-pro                      |                          |
| Carlo Westphal    | 25.11.1985        | Allemagne      | Gerolsteiner                 |                          |
| Hendrik Whitehead | 02.02.1989        | Afrique du Sud | Néo-pro                      | Transféré en 2009        |

### Victoires
| Date       | Course                              | Pays         | Classe | Vainqueur     |
| ---------- | ----------------------------------- | ------------ | ------ | ------------- |
| 05/06/2009 | 1re étape du Tour de Corée          | Corée du Sud | 2.2    | Nolan Hoffman |
| 14/06/2009 | Classement général du Tour de Corée | Corée du Sud | 2.2    | Roger Beuchat |
| 04/07/2009 | Tour du Jura                        | Suisse       | 1.2    | Roger Beuchat |